# Ellen Janssen (handbalster)
Ellen Janssen (Maastricht, 14 augustus 1998) is een Nederlandse handbalkeepster. Sinds 2020 komt ze uit voor het Duitse Mainz 05. 
Janssen begon bij Sittardia uit Sittard. Later stapte ze over naar Vlug en Lenig in Geleen waar ze het eerste team bereikte. In 2016 vertrok Janssen naar Dalfsen waar ze met haar team onder andere de nationale beker en de supercup won. Na Dalfsen vertrok Janssen naar Duitsland waar ze twee seizoenen speelde voor HC Leipzig. Vanaf 2020/21 speelt de Nederlandse goalie voor Mainz 05.